# フロンティア通り (郡山市)

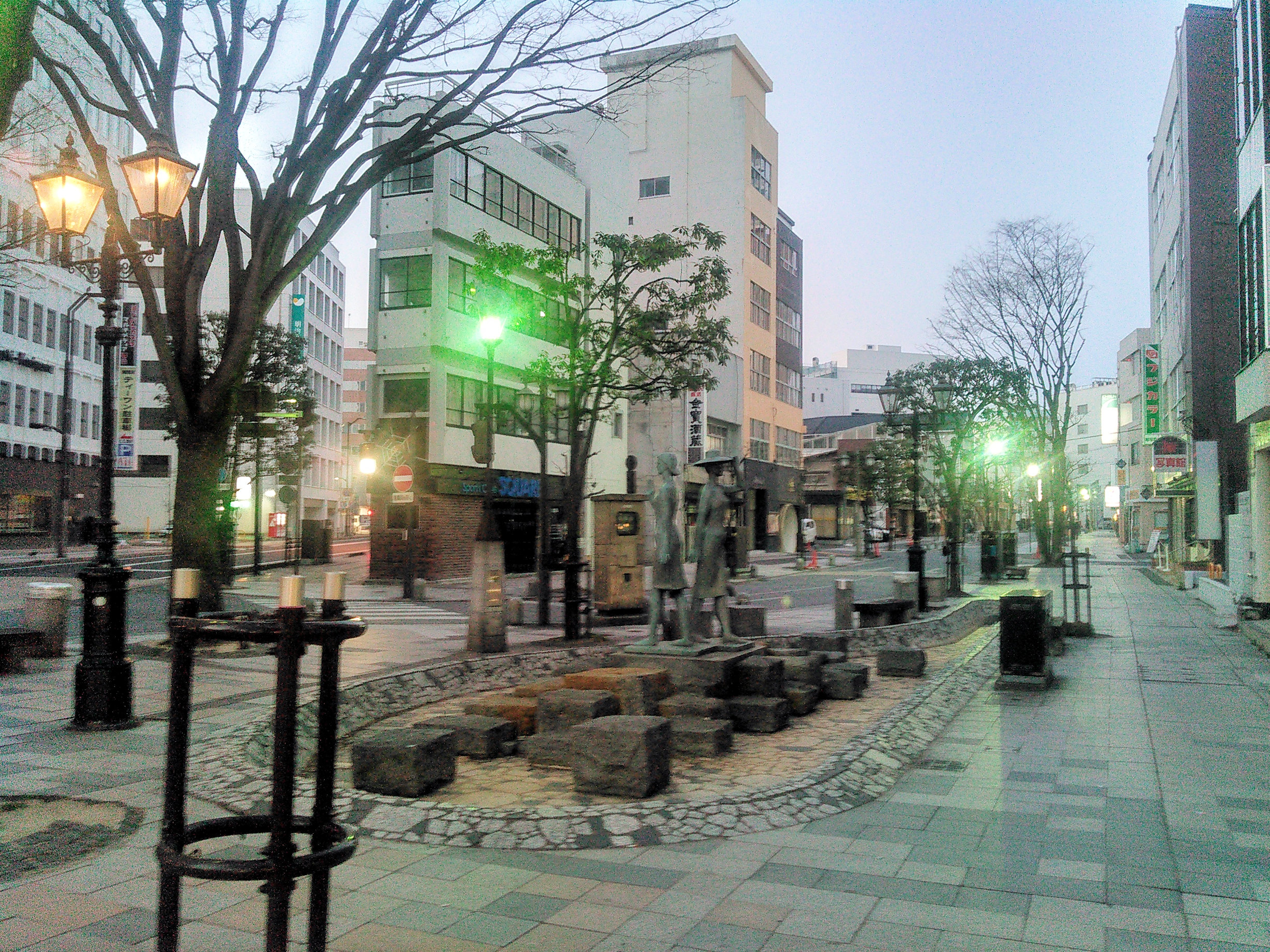
フロンティア通り入口付近

フロンティア通り（フロンティアどおり）は、福島県郡山市にあるコミュニティ道路。郡山駅西口駅前広場から南西方向に伸び、NTT東日本福島郡山支店前で西に曲がって福島県道17号郡山停車場線に至る長さ467mの通り。

## 概要
1993年（平成5年）4月16日完成。コミュニティ道路化以前の名前は郡役所通り、および南通り。
他のコミュニティ道路同様、電線が地中化され、自動車は速度を上げにくいように車道がクランク状に曲がり、舗装は石畳になっているなど、歩行者が歩きやすくなることを目指したボンエルフ式の造りになっている。また、駅前広場からの入り口には、猪苗代湖や安積疏水をモチーフとした噴水やガス灯、ブロンズ像などのある広場があり、歩行者の休憩や待ち合わせのスペースとして利用されている。
終点にある中町緑地からは金透こみち（昭和通りの堂前地下横断歩道）を通して、金透小、如宝寺、福島県郡山合同庁舎（旧郡山市役所庁舎）、麓山公園、21世紀記念公園麓山の杜などの古い建物や公園が並ぶ麓山通りにつながっていることから、郡山市のパンフレットではウォーキングのコースとして紹介されている。
他の地方都市同様、郊外型大型小売店が台頭して中心市街地が空洞化したことにより、2000年代頃から歩行者の通行量の低下が見られる。そのため、沿道にある寿泉堂綜合病院が高層マンション（第一期、2011年（平成23年）に完成し下層階に移転）や商業施設（第二期、計画凍結中）との複合施設建設による再開発を行なうなどの対策がとられている。
1994年（平成6年）手づくり郷土賞（ふるさとの文化を育む街角の広場）受賞。

## 沿線
- チサンホテル郡山
- 東日本学院郡山本部校
- NTT東日本福島郡山支店
- 寿泉堂綜合病院
- 大東銀行本店
- 郡山銘菓庵大黒屋本店
- うすい百貨店
- 秋田銀行郡山支店
- なかまち夢通り
- 郡山ビューホテル
- 中町緑地

## 記念碑・オブジェなど
- ブロンズ像『将軍の孫』 ： 北村西望作、郡山駅側入口
- ブロンズ像『街』 ： 佐藤静司作、郡山駅側入口
- カリヨン『ハーモニー・ベル』 ： 大東銀行寄贈、大東銀行本店前
- 郡山町の碑 ： 郡山銘菓庵大黒屋本店前
- 郡山ロータリークラブ発祥の地 記念碑 ： 中町緑地前